# Geotrigona kwyrakai
Geotrigona kwyrakai är en biart som beskrevs av Camargo och Jesus Santiago Moure 1996. Geotrigona kwyrakai ingår i släktet Geotrigona och familjen långtungebin. Inga underarter finns listade i Catalogue of Life.